# Dora Richter
Dora Richter (16 d'abril de 1891 - 1933?) va ser la primera persona coneguda a sotmetre's a una cirurgia completa de reassignació de gènere d'home a dona.
Va ser una de les nombroses persones transgènere sota el càrrec del pioner de la investigació sexual Magnus Hirschfeld a l'Institut d'Investigació Sexual de Berlín durant la dècada de 1920 i principis dels 1930. Va ser sotmesa a una extirpació quirúrgica dels testicles el 1922, seguida el 1931 de l'extirpació del penis i la vaginoplàstia.

## Biografia
Richter va néixer com la filla gran de sis anys en una família de camperols pobres a la regió de les Muntanyes Metal·líferes de Bohemia el 1891. Prompte durant la seua infància, Richter va mostrar una "tendència a actuar d'una manera femenina". Segons els registres mèdics, als 6 anys, va intentar extirpar-se el penis amb un torniquet.
L'any 1909, després d'un aprenentatge en una pastisseria, va deixar el seu petit poble i es va traslladar a un altre més gran, on va continuar vestint-se de dona en el seu temps lliure. Es va unir a una companyia de teatre errant i va arribar a Leipzig, on va estar dos anys. El 1916 va ser reclutada a l'exèrcit, però va ser descartada en només dues setmanes.
De Leipzig va tornar a la seva ciutat natal, on va ser animada per un amic a anar al consultori de Hirschfeld a Berlín. Des del maig de 1923, Richter va treballar amb altres persones transgènere com a empleada domèstica a l'Institut d'Investigació Sexual, un dels pocs llocs on es podia contractar una persona trans, on era coneguda afectuosament com a Dorchen. El 1922 se li va sotmetre a una orquiectomia. El 1931 Felix Abraham, un psiquiatra que treballava a l'institut, va publicar un article sobre les cirurgies de confirmació de gènere de Richter (i Toni Ebel) com a estudi de cas a Zeitschrift für Sexualwissenschaft und Sexualpolitik: "La seva castració va tenir l'efecte – encara que no molt extens – de fer que el seu cos es torni més ple, restringint el creixement de la seva barba, fent visibles els primers signes del desenvolupament dels pits i donant al coixinet de greix pèlvic... una forma més femenina".
A principis de 1931, el metge de l'institut Ludwig Levy-Lenz li va fer una penectomia a Richter, i el juny d'aquell any el cirurgià berlinès Erwin Gohrbandt va empeltar una vagina artificial, convertint-la en la primera dona transgènere de la qual encara queden registres a sotmetre's a una vaginoplàstia. A finals de 1931 treballava com a cuinera al Restaurant Kempinski (actual Hotel Bristol) al Kurfürstendamm 27.
El 1933, imatges de Dora i altres dos pacients trans de Hirschfeld, Toni Ebel i Charlotte Charlaque (tots anònims/no acreditats) es van utilitzar com a segment documental en una pel·lícula austríaca Mysterium des Geschlechtes (Misteri del sexe) sobre sexologia contemporània.
El maig de 1933, amb la creixent influència nazi a Alemanya (Hirschfeld havia fugit del país), una multitud d'estudiants va atacar l'institut i les autoritats estatals van cremar els seus registres. El destí de Richter després d'aquest atac no es coneix. Actualment es creu que va morir en l'atac o que va ser detinguda i va morir a presó. No obstant això, el 1955, Charlotte Charlaque, que va fugir d'Alemanya a Karlsbad el 1933, va escriure en un article pseudònim sobre pacients de "canvi de sexe" de Hirschfeld, que Dora Richter, "[…] nascuda a Karlsbad, Bohèmia[…] es va convertir en propietària d'un petit restaurant a la ciutat del seu naixement".